# Jerry (rivière)
Pour les articles homonymes, voir Jerry.
La rivière Jerry  (en anglais : Jerry River) est un cours d’eau du sud-ouest de l’Île du Sud de la  Nouvelle-Zélande.

## Géographie
Elle s’écoule vers le nord-ouest jusque dans la rivière Gorge, qui elle-même, se déverse dans la Mer de Tasman  entre Jackson Bay et Big Bay.
(en) Land Information New Zealand, « détail emplacement: Jerry (rivière) », sur New Zealand Gazetteer